# 글라이스도르프

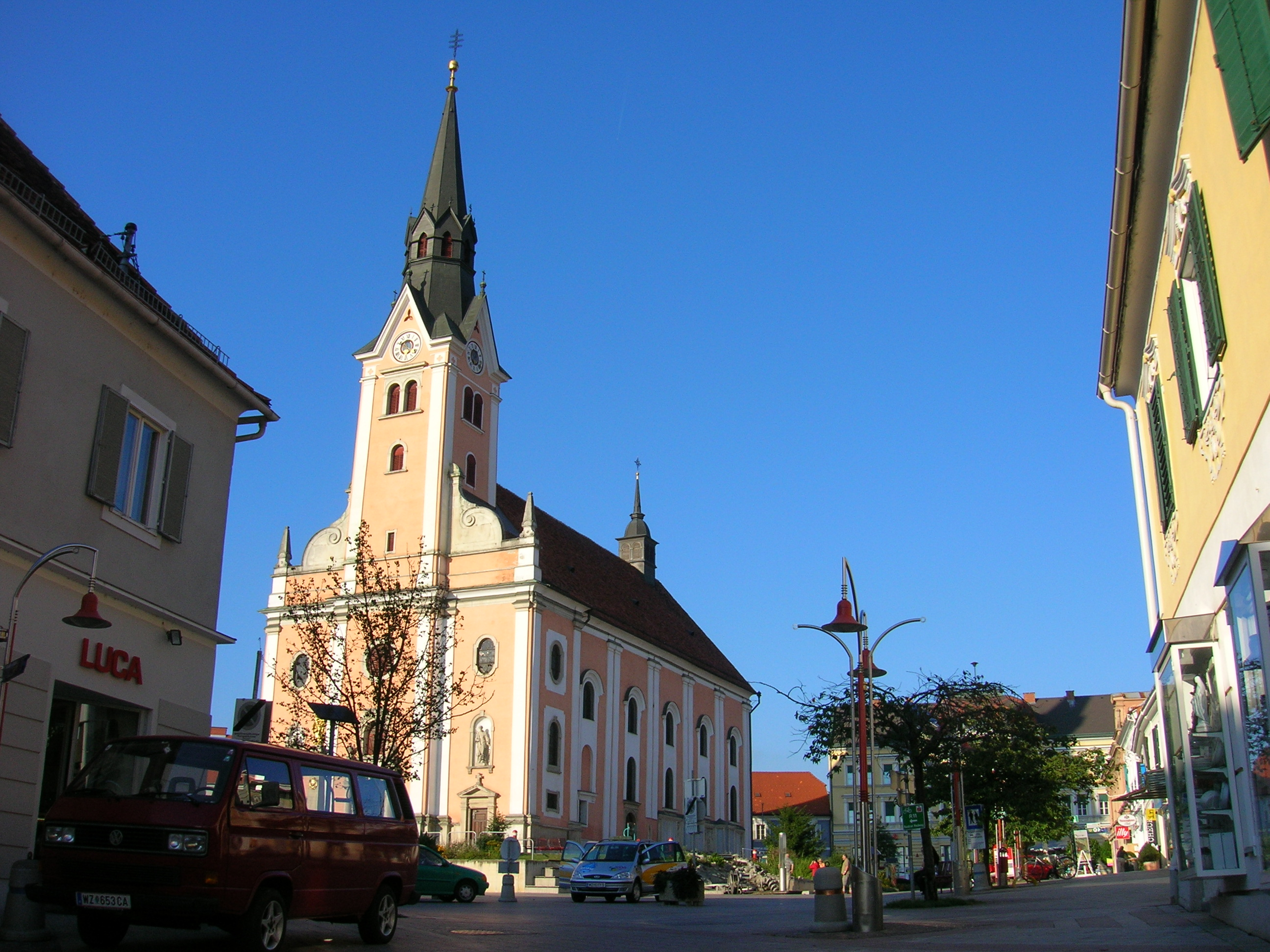
글라이스도르프

글라이스도르프(독일어: Gleisdorf)는 오스트리아 슈타이어마르크주에 위치한 도시로 높이는 365m, 인구는 5,869명(2016년 1월 1일 기준)이다. 그라츠에서 동쪽으로 25km 정도 떨어진 곳에 위치한다.

시 문장

## 자매 도시
- 헝가리 너지커니저